# Stephanopis hystrix
Stephanopis hystrix är en spindelart som beskrevs av Cândido Firmino de Mello-Leitão 1951. 
Stephanopis hystrix ingår i släktet Stephanopis och familjen krabbspindlar. Inga underarter finns listade i Catalogue of Life.